# Manic Miner
Manic Miner – komputerowa gra platformowa stworzona przez Matthew Smitha na komputer ZX Spectrum, wydana w roku 1983 przez firmę Bug-Byte.

## Fabuła
Prowadząc wykopaliska w Surbitonie, górnik Willy przypadkowo natrafia na prastary, zapomniany szyb kopalni. Kontynuując poszukiwania, odkrywa ślady zaginionej cywilizacji, która znacznie przerastała mu współczesną. Korzystając z automatów, prowadziła ona prace górnicze głęboko pod ziemią, pozyskując materiały niezbędne dla jej rozwiniętego przemysłu. Po wiekach pokoju i bogactwa, cywilizacja ta została zniszczona przez wojnę i pogrążyła się w mrokach dziejów, a przemysł i maszyny zostały porzucone. Nie wyłączono jednak robotów górniczych, które wciąż gromadziły ogromne bogactwo szlachetnych metali i minerałów. Górnik Willy odkrywa, że jest to jego szansa na zrobienie fortuny.

## Rozgrywka

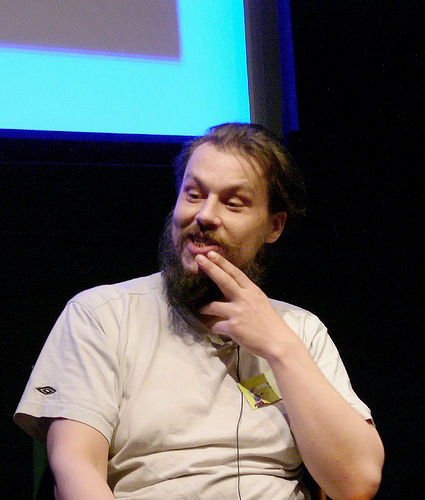
Matthew Smith, projektant gry

Manic Miner jest dwuwymiarową grą platformową, na którą składa się dwadzieścia poziomów zwanych jaskiniami. Celem gracza jest zbieranie znajdujących się na każdym z poziomów błyszczących kluczy, co umożliwia otwarcie drzwi i przejście do następnego poziomu. Utrudnieniem są: ograniczony zapas tlenu, którym dysponuje Willy oraz przeszkody w postaci potworów, min i robotów górniczych. Każde zetknięcie się z nimi powoduje utratę jednego życia. Bohater ginie również, gdy spadnie z dużej wysokości lub gdy skończy mu się tlen. Na początku gry gracz otrzymuje trzy punkty życia; ich utrata powoduje wyświetlenie się ekranu, na którym Willy zostaje rozgnieciony przez wielką stopę rodem z Latającego cyrku Monty Pythona.

## Znaczenie i nawiązania
Brytyjski historyk gier Tristan Donovan zaliczał Manic Minera do kluczowych dokonań brytyjskiego surrealizmu w grach komputerowych. Dan Whitehead w książce Speccy Nation podkreślał, że Manic Miner miał niebagatelne znaczenie dla rozwoju brytyjskiej branży gier komputerowych. Wykorzystując zarówno cyfrową wersję utworów Johanna Straussa (syna) i Edvarda Griega (W grocie Króla Gór), jak i nawiązania do skeczów Monty Pythona, Smith miał nadać Manic Minerowi typowo brytyjski sznyt. Co więcej, zdaniem Whiteheada Manic Miner zawiera w sobie elementy społecznej satyry, która wybrzmi też w jego oficjalnej kontynuacji pod tytułem Jet Set Willy (1984): 
W pierwszej grze biedny górnik Willy ryzykował życie i zdrowie, aby szybko się wzbogacić. W sequelu [Jet Set Willy], po osiągnięciu ogromnego bogactwa, jego milionerski styl życia staje się kafkowskim koszmarem, ponieważ jest zmuszony posprzątać swoją rezydencję po zniszczonej imprezie, zanim będzie mógł spać.  
Powstało też wiele nieoficjalnych sequeli, remake'ów oraz gier inspirowanych przygodami Willy'ego. Manic Miner był także wznawiany w wersjach na inne platformy, przykładowo w 2012 roku doczekał się edycji na konsolę Xbox 360. Gareth Noyce w jednym z poziomów swojej gry Lumo (2016) umieścił nawiązanie wizualne do Manic Minera. W 2017 roku Manic Miner został sklasyfikowany na 97. miejscu w zestawieniu 500 najlepszych gier wszech czasów według portalu Polygon.